# Ancistrus dubius
Espèce
Statut de conservation UICN

 LC  : Préoccupation mineure
Ancistrus dubius est une espèce de poissons-chats de la famille des Loricariidae.

## Répartition
Ce poisson se rencontre en Bolivie, au Brésil, en Colombie et au Pérou. Il est présent dans le bassin de l'Amazone ainsi que dans les rio Parana et rio Paraguay.

## Description
Ancistrus dubius mesure jusqu'à 126 mm de longueur, queue non comprise. Cette espèce est capable de respirer à l'air libre.

## Classification
Le nom valide complet (avec auteur) de ce taxon est Ancistrus dubius Eigenmann & Eigenmann, 1889.
Cette espèce a été initialement décrite comme étant une sous-espèce de Ancistrus cirrhosus, sous le taxon Ancistrus cirrhosus dubius Eigenmann & Eigenmann, 1889,.
Ancistrus dubius a pour synonyme :
- Ancistrus cirrhosus dubius Eigenmann & Eigenmann, 1889

### Étymologie
Son épithète spécifique, du latin dubius, « douteux, incertain », fait référence à l'incertitude des auteurs qui ont classé ce poisson comme une sous-espèce de Ancistrus cirrhosus mais dont la coloration différait.

### Publication originale
- (en) Carl H. Eigenmann et Rosa Smith Eigenmann, « Preliminary notes on South American Nematognathi, II », Proceedings of the California Academy of Science, San Francisco, Inconnu, vol. 2,‎ 1889, p. 28–56 (ISSN 0068-547X, OCLC 2255608, DOI 10.5962/BHL.PART.3477, lire en ligne).